# تحليل النظم

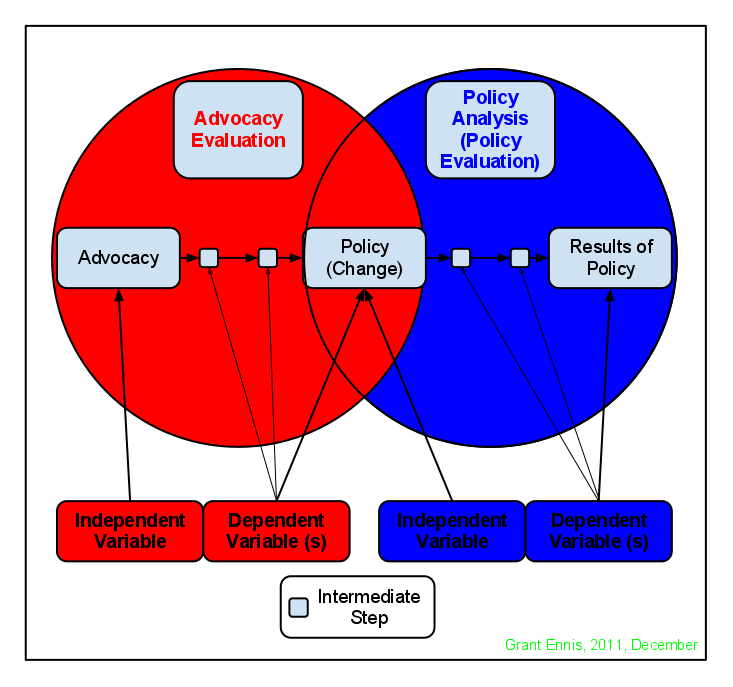

تحليل النُظم هو أحد تخصصات العلوم الهندسية وعلوم الحاسب، ويختص بتحليل مجموعات من الكينونات المتفاعلة لأجل التحكم بِها. وله أهمية كبيرة في مجالات عدة منها بحوث العمليات.
ويمكن تعريف تحليل النظم بأنه: إجراء تحقيق رسمي واضح؛ لمساعدة شخص ما، ويشار إليه بصانع القرار، وتحديد أفضل مسار عمل وتقديم أفضل قرار بخلاف أي شيء سابق"
ويأتي تحليل الشروط التوليف، والتوليف من اليونانية الكلاسيكية، حيث إنها تعني على التوالي (أن تشارك) وأن (تتعاون)، وتستخدم هذه المصطلحات في التخصصات العلمية مثل المنطق والرياضيات والاقتصاد وعلم النفس للدلالة على مماثلة إجراءات التحقيق. وبصفة عامة، فالتحليل يعرّف بأنه «الإجراء الذي علينا تحليل الكل الفكري أو الكبير له إلى أجزاء أو مكونات», أما التوليف فيعرف بأنه «إجراء مقابل: للجمع بين عناصر أو مكونات منفصلة لتشكل كلاً متماسكاً».
ولقد ناقشتْ النُظم أن تحليل النُظم يمكن أن يكون ضمن أي مجال مثل: العمليات الصناعية والإدارة وعملية اتخاذ القرار وعمليات حماية البيئة، إلخ، ولقد بدأ الأخوان هوارد اوديم ويوجين اوديم تطبيق وجهة نظر النظم في علم البيئة في عام (1953) بناءً على أعمال ريمون يندمان (1942) وآرثر ترانسلي (1935).
طبق باحثوا نظم التحليل المنهجية الرياضية لتحليل النظم المعنية في محاولة لتكوين صورة تفصيلية شاملة.

## الممارسون
غالبا ما يَدعون ممارسين إلى تحليل النظم لتشريح الأنظمة التي نمت عشوائيا لتحديد المكونات الحالية للنظام. هذا وقد تبين خلال عام 2000 إعادة هندسة الأعمال والجهد كما تم فحص عمليات التصنيع وبسطت كجزء من الترقيات الآلية. وألقاب العمالة الحالية تشمل الاستفادة من تحليل النظم، ولكن لا تقتصر على محلل نظم، أو محلل الأعمال ، أو مهندس التصنيع، أو حب المهندس المعماري للمغامرة.. إلخ.
في حين أن الممارسين لتحليل النظم يمكن استدعاؤهم لإنشاء نظم جديدة كليا ومهاراتهم غالبا ما تستخدم لتعديل أو توسيع وثيقة النظم القائمة من عمليات، إجراءات وأساليب.
تحليل النظم System Analysis هو اصطلاح عام يرتبط بمفهوم وأسلوب النظم، ويشير إلى تلك العمليات المنظمة منطقيا والمتعلقة بتعريف وحل المشكلات، وذلك وفق مفهوم النظم ومن ثم تجزئتها إلى عناصر وإيجاد العلاقات التبادلية المؤثرة بين هذه العناصر، وبينها وبين البيئة.
ومن الضروري طرح فكرة أن تحليل النظم يتصف بالعمومية إلى حد بعيد، بحيث يمكن اعتماده في أي مجال ولأي مشكلة، مثلا يمكن اعتماد أسلوب تحليل النظم عند التعرض لمشكلة إقلال التكلفة، أو تعظيم الأرباح بمؤسسة ما، كما يمكن استخدامه عند حل مشكلة برمجية، لذلك فإن عملية تحليل النظم تأخذ تسميات متعددة مثل دراسة النظم (System Study) دورة حياة النظام.

## العمليات
ومهما كانت التسمية فهي كما يقال وجهان لعملة واحدة، وهي بكافة الأحوال تتعلق بإحدى العمليتين التاليتين:
1- عملية إنشاء نظام معلومات باستخدام الحاسب الآلي.
2- عملية تحويل نظام معلومات يدوي إلى نظام يعمل بالحاسب الآلي.
وبناء على ما سبق يمكننا القول إن تحليل النظام هو عملية تحليل لنظام قائم وتصميم نظام جديد ثم إقامة هذا النظام وتنفيذه وتقديمه من أجل توفير المعلومات اللازمة لصنع القرارات في منظمة ما.

### محلل النظام
محلل النظام هو الشخص الذي يقوم بعملية تحليل النظم من حيث دراسة النظام القائم لتشخيص نقاط ضعفه ومشكلاته ومن ثم تصميم نظام جديد وإقامته وتنفيذه وكذلك صيانته، ويرتبط عمل محلل النظام بشكل أساسي مع الأفراد والناس سواء داخل المؤسسة أو خارجها، فبدونهم لا يستطيع القيام بعمله مهما كانت درجته العلمية أو مهارته التقنية. – طبعا هذا لا يعني أبدا التقليل من أهمية الخبرة الخاصة بمحلل النظام بل هذا يعني أيضا أن لمحلل النظام بعض الصفات الخاصة التي يجب أن تتوفر فيه.
1. 1 الخبرات التي من الضروري أن تتوفر في محلل النظام

أولا: في مجال إدارة الأعمال:
- التنظيم والإدارة واتخاذ القرار
- تخطيط الإنتاج
- المحاسبة المالية
- التسويق وإدارة المبيعات
- التخزين ومراقبة المخزون
- الجدوى الاقتصادية
- بحوث العمليات والإحصاء
ثانيا: في مجال المعلومات والحاسب
- طرائق معالجة المعلومات
- طرائق البرمجة ولغاتها
- نظم التشغيل والبرمجيات
- معدات الحاسب وتقنياته
- مفاهيم النظم والمعلومات والاتصالات
1. 2 الصفات الشخصية:

- أن يكون له القدرة على فهم المنظمة كنظام كلي شامل دون الإخلال بالمفاهيم التفصيلية الدقيقة.
- أن يكون له الاستعداد والمقدرة على التفكير المنطقي والتحليل المنظم.
- أن يكون له القدرة على التعامل الفعال مع كل أنواع الأفراد على اختلاف شخصياتهم ومستوياتهم سواء كانوا داخل أو خارج المنظمة، إن التعامل بلياقة، ومرونة وحسن الاستماع للغير والتعبير الجيد عن الذات من المرتكزات الأساسية في شخصية محلل النظام.
- أن يكون له القدرة على التعامل مع البيانات تجميعا وتصنيفا وتحليلا.
- أن يكون له القدرة على كتابة التقارير.
- القدرة والقابلية والاستعداد للتعاون مع الآخرين.

## فريق العمل بالمشروع
- رئيس فريق العمل ويكون عادة محلل النظام الأول في الفريق أو أحد المديرين في المنظمة
- عدد من محللي النظم حسب حجم المشروع
- عدد من المبرمجين
- مشغلات الحاسب ويستخدم الباحث في هذه الدراسة منهج تحليل النظم لأننا بصدد تحليل لدور أطر تعمل بداخل مؤسسات بداخل الدولة وتؤثر فيها وتتأثر بردود أفعال الأفراد تجاهها وفقا لنموذج ديفيد إيستون الذي يُعدّ من أبرز المفكرين السياسيين المعاصرين الذين ساهموا بشكل كبير في مجال تحليل الظواهر السياسية، وكذلك من أهم المتخصصين في تحليل النظم السياسية، حيث وضع النموذج التحليلي المعروف باسم نموذج «المدخلات والمخرجات» بنظرة وظيفية، ويبني ديفيد ايستون نظريته في النظم السياسية على أساس أن الظاهرة السياسية هي عبارة عن مجموعة من العلاقات المتداخلة والعناصر المتفاعلة، والتي تتكون أساسا من نظام ومحيط أو بيئة، ويتم تعريف مكوناته كالتالي:

النظام: ويمثل النظام وحدة التحليل الأساسية في اقتراب النظم، ويعرف النظام بأنه مجموعة من العناصر المتفاعلة والمترابطة وظيفياً مع بعضها البعض بشكل منتظم، ويعنى أن التغير في أحد العناصر المكونة للنظام يؤثر على العناصر الأخرى، ويتولد عنه مفهوم آخر هو مفهوم النظام الفرعي أي أن النظام قد يتم اعتباره نظاماً في حد ذاته، كما أنه قد يعتبر هو في ذاته نظاماً فرعياً في إطار نظام أعلى منه
البيئة: وتعنى مفهوم البيئة لدى ايستون بأنه كل ما هو خارج حدود النظام السياسي، أو أن تشكل البيئة كل ما هو خارج إطار النظام السياسي ولا يدخل في مكوناته.
المدخلات فتُعرف على أنها التفاعلات التي تتم في شكل أما مطالب وضغط على النظام أو تأييد ودعم له نتيجة سياساته، وتتكون من عنصرين أساسيين وهم: المطالب والحاجات الصادرة عن المجتمع، دعم ومساندة النظام النظام السياسي.
المخرجات فهي عبارة عن رد فعل المؤسسات السياسية الحاكمة على المطالب الصادرة عن المجتمع، وذلك عن طريق تغذية استرجاعية، وأما أن تكون إيجابية أو سلبية، فإذا نالت رضا الجماهير وتمكن النظام من استبعاب مطالب وضغط الجماهير تكون إيجابية ومطالب جديدة، وأما إن كانت سلبية فإنها تكون بعدم الرضا وتتراكم للنظام مطالب وضغوط أكبر من طاقة استيعاب المؤسسات لها

## وصلات خارجية
- مقدمة Macrodynamicsالاجتماعى
- البرنامج التعليمي الكامل على الإنترنت لتحليل النظام والتصميم